# Maeda Ku-1
Maeda Ku-1 là một loại tàu lượn quân sự cỡ nhỏ của Nhật Bản. Nó chủ yếu dùng để huấn luyện.

## Tính năng kỹ chiến thuật (Ku-1)
Dữ liệu lấy từ ENCYKLOPEDIA UZBROJENIA
Đặc điểm tổng quát
- Kíp lái: 2
- Sức chứa: 8 hành khách
- Chiều dài: 9,36 m (30,7 ft)
- Sải cánh: 17 m (56 ft)
- Chiều cao:  ()
- Diện tích cánh: 30,1 m² (324 ft)
- Trọng lượng rỗng: 700 kg (1.540 lb)
- Trọng lượng có tải: 1.300 kg (2.900 lb)
- Trọng tải có ích: 600 kg (1.300 lb)

 Hiệu suất bay 
- Tốc độ không vượt quá: 178 km/h (97 kn, 111 mph)
- Vận tốc hành trình: 130 km/h (70 kn, 81 mph)